# Novotel Warszawa Centrum
Le Novotel Warszawa Centrum est hôtel situé sur l'avenue Marszałkowska (aux numéros 94/98) à Varsovie en Pologne. Il a été construit en 1972-1974 pour l'agence de voyages polonaise « Orbis » et a fonctionné jusqu'en 2002 sous le nom d'hôtel « Forum » sous la gestion de la chaîne hôtelière internationale Forum, appartenant au groupe InterContinental Hotels.

## Histoire

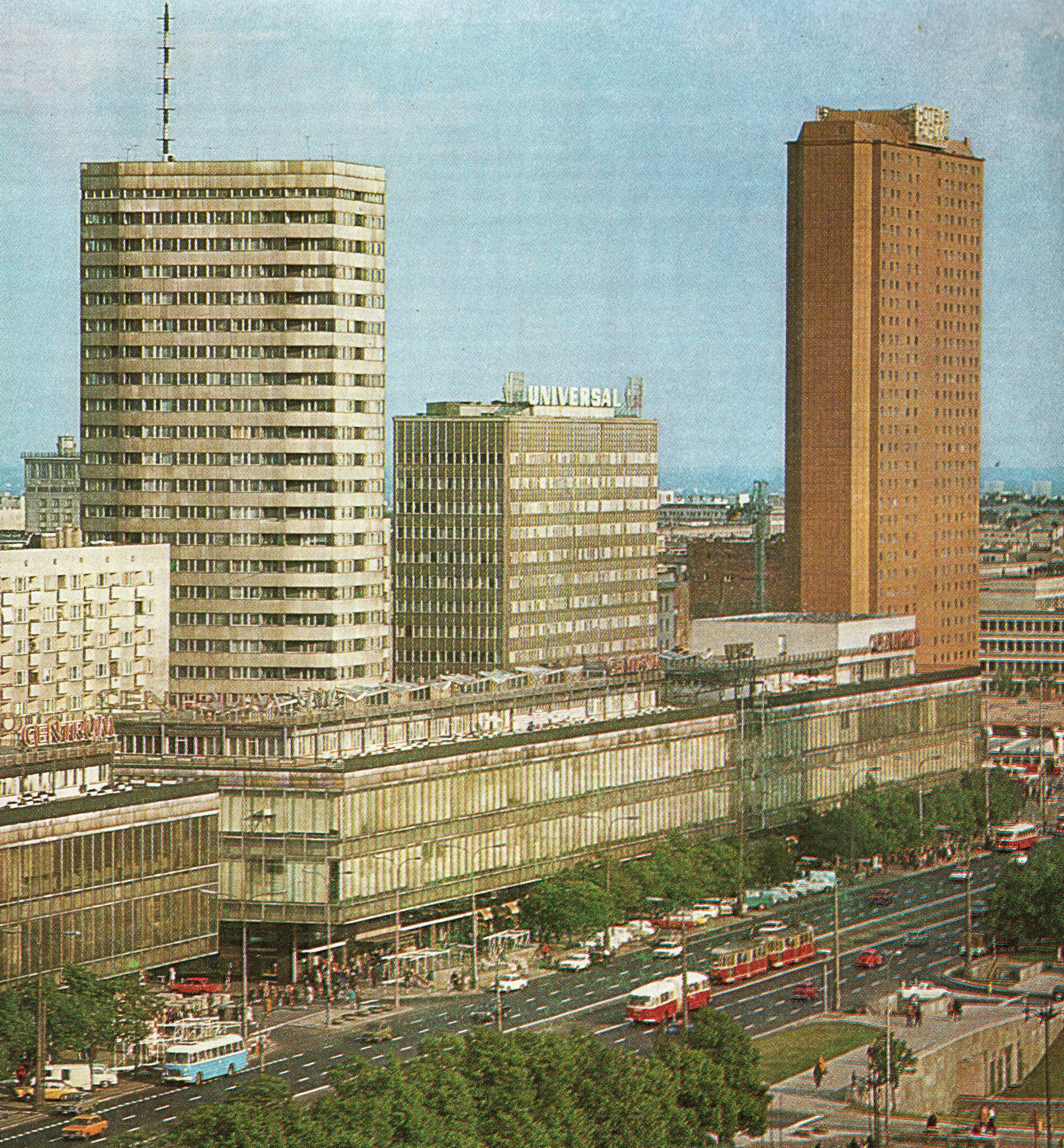
Le « Mur de l'Est » (Ściana Wschodnia) et hôtel « Forum » en (1975).

L'Hôtel Forum fut l'un des premiers immeubles de grande hauteur du Varsovie d'après-guerre (le deuxième bâtiment après le Palais de la Culture et de la Science à dépasser une hauteur, symbolique, de 100 m) et, avec l'hôtel « Victoria » construit un peu plus tard, l'un des premiers hôtels haut de gamme de la ville.
Situé en plein cœur de la capitale, il a été construit sur le site du pavillon commercial « Śródmieście » par les architectes Tadeusz Tomicki et Ryszard Trzaska, un bâtiment ldatant lui-même des années 1950 et bâti pour accommoder les sous-sols des immeubles d'habitation démolis pendant la Seconde Guerre mondiale.
Le bâtiment conçu par Sten Samuelson a été construit par la société suédoise Skanska Cementgjuteriet AB de Malmö pour l'agence de voyages polonaise « Orbis » dans le cadre d'un contrat signé en décembre 1971. La construction a commencé en janvier 1972, après l'achèvement du « mur de l'Est » voisin et s'est achevée en janvier 1974. L'entrepreneur suédois a importé des matériaux et sa propre main d'œuvre. Les habitants de la ville ont apprécié la rapidité des travaux et l'ordre du chantier.
Une fois terminé, le bâtiment se distinguait par son aspect monolithique brun clair, apparaissant comme un bloc jaune constellé de centaines de petites fenêtres. Son architecture, unique à Varsovie, fait l'objet de critiques dans la presse.
L'hôtel est entré en activité le 25 janvier 1974 et proposait, entre autres, 752 chambres pouvant accueillir 1 386 invités et desservies par un équipage de 800 personnes, la climatisation, un restaurant, un café, un bar à cocktails, un salon de coiffure et d'esthétique, un magasin de change et une salle de banquet pour 1 000 personnes. Ses premiers visiteurs sont venus à Varsovie à l'invitation de la chambre de commerce extérieur Węglokoks.
L'hôtel se concentrait sur le service à la clientèle étrangère, et, dans ses premières années, il accueillit, entre autres, l'équipe du président Jimmy Carter et le groupe ABBA. En 1978, il aurait déjà eu reçu 400 000 invités. A proximité de l'hôtel, sur la ulica Parkingowa, un parking à plusieurs étages a été mis en service.

### Nouveau nom et reconstruction
Après l'acquisition des parts majoritaires d'Orbis par le groupe hôtelier Accor, l'hôtel est devenu partie intégrante de la chaîne Novotel, ce qui a eu pour conséquence, le 1er juillet 2002, de changer son nom d'origine d'hôtel « Forum » en « Novotel Warszawa Centrum ».
En 2004-2005, le bâtiment fait l'objet d'une modernisation approfondie. La couleur de la façade passe du jaune au gris (bardage métallique de l'architecte français Yves Lagache), la presse rapporte que l'amianteen  a été retirée. Les infrastructures, les chambres et les couloirs ont été modernisés. Le rez-de-chaussée de l'hôtel a été reconstruit : le podium a été agrandi en construisant des poutres en béton armé dépassant au niveau du rez-de-chaussée, et l'entrée principale a été déplacée de l'arrière de l'hôtel vers sa façade depuis la rue Marszałkowska. Après la reconstruction, l'hôtel a été officiellement inauguré le 7 décembre 2005.
L'hôtel dispose aujourd'hui d'un standard quatre étoiles.

### L'hôtel est le siège des missions diplomatiques
L'hôtel héberge les ambassades suivant depuis ...:
- Ambassade du Portugal (1975)
- Ambassade de Libye (1976-1977)
- Ambassade du Gabon (1977)
- Ambassade de Malaisie (1978)
- Ambassade du Costa Rica (1979)